# Cinco fallas y ocho antídotos
Las cinco fallas y los ocho antídotos son factores de la meditación samatha identificados en la tradición budista tibetana. Las cinco fallas identifican obstáculos para la práctica de la meditación y los ocho antídotos se aplican para superar las cinco fallas. Este sistema se origina con el Madhyānta-Vibhaga del Maitreyanātha y se elabora sobre otros textos, tales como Las etapas de la meditación de Kamalaśīla (Bhāvanākrama). Esta formulación ha sido comentada por generaciones de comentaristas tibetanos, y se deriva originalmente de la tradición Yogācāra.

## Las cinco fallas
Las cinco fallas (sánscrito: ādīnava; tibetano: nyes-dmigs) de la meditación samatha según la tradición textualdel budismo tibetano son:
1. Pereza (kausīdya, le-lo)
2. Olvidar la instrucción (avavādasammosa, gdams-ngag brjed-pa)
3. Agitación (auddhatya, rgod-pa) y embotamiento (laya, bying-ba)
4. No aplicación (anabhisamskāra, ’du mi-byed-pa)
5. Aplicación excesiva (abhisamskāra, ’du byed-pa)

### Pereza
La pereza (kausīdya) "impide la aplicación de la meditación porque uno ni siquiera comienza después de recibir instrucciones en la meditación".
Sakyong Mipham explica:

Uno de los obstáculos más desafiantes para un meditador principiante es la pereza. La pereza puede ser un obstáculo incluso antes de llegar a nuestro asiento, porque puede evitar que lleguemos allí. [...] La pereza tiene una cualidad agotadora, como si tuviéramos poca fuerza vital. A veces es difícil verlo porque se siente como lo que somos. Invade nuestro terreno más íntimo. Se manifiesta como una lealtad a la comodidad. Podemos dormir lo suficiente, pero no estamos completamente inspirados. Preferimos tumbarnos en un sofá viendo la televisión o leer una revista y desmayarnos en el suelo. [...] Tenemos que entender que desde el punto de vista meditativo, la pereza es una forma particular de mantener la mente. La mente se ha retirado a sí misma. En sus versiones más extremas, cuando somos realmente perezosos, el mundo entero parece muy distante. Parece imposible hacer nada.

Hay tres tipos de pereza:
1. Pereza de no querer hacer nada
2. Pereza del desánimo (o sentirnos indignos)
3. Pereza de estar ocupado con cosas mundanas.

### Olvidar las instrucciones
Olvidar las instrucciones (avavādasammosa) significa una falta de atención sobre cómo hacer la meditación correctamente.
Sakyong Mipham explica:

Cuando olvidamos las instrucciones, a lo que nos aferramos es a la discursividad. Estamos en el cojín, tan absortos en pensamientos que no podemos recordar lo que se supone que debemos hacer. La instrucción de permanecer presente parece débil en comparación con el poder de nuestras distracciones. Olvidar las instrucciones puede suceder repentinamente o puede suceder gradualmente como si estuviéramos perdiendo el control de un objeto pesado. No importa cuánto lo intentemos, no podemos concentrarnos en la respiración. La técnica se vuelve borrosa. No me viene a la mente nada inspirador. Solo podemos recordar un par de palabras: "sentarse", "respirar", "pensamiento", "mente". Aparte de eso, no podemos recordar nada. No solo nos hemos olvidado de las sencillas instrucciones. También podríamos haber olvidado la vista, la razón por la que estamos meditando.

### Agitación y embotamiento (demasiado apretado y demasiado suelto)
Estos dos factores, agitación (auddhatya) y embotamiento (laya), se clasifican como una sola falta. Sakyong Mipham describe estos factores como "demasiado estrictos" y "demasiado laxos".

#### Agitación
El término sánscrito auddhatya se traduce como:
- Agitación (Traleg Kyabon, Kenchen Thrangu)
- Elación[c](Sakyong Mipham)
- Ebullición (Herbert Guenther)
- Excitación (B. Allan Wallace)
- Emoción (Erik Pema Kunsang)
- Voluntad de la mente (Alexander Berzin)
- Voluntad mental (Alexander Berzin)
- Demasiado apretado (Sakyong Mipham)

Kenchen Thrangu Rinpoche afirma:

"Hay [...] dos tipos de agitación. Hay un tipo obvio en el que uno sigue pensando en lo que ha hecho o en lo divertido que ha tenido, por lo que no puede descansar la mente en nada. En su forma sutil, uno tiene aparente estabilidad mental, pero todavía hay pensamientos sutiles que siguen apareciendo".

#### Embotamiento
El término sánscrito laya se traduce como:
- Embotamiento (Kenchen Thrangu)
- Somnolencia (Kyabgon Traleg)
- Laxitud (Sakyong Mipham)
- Embotamiento mental (Alexander Berzin)
- Hundimiento (Alexander Berzin)
- Estupor (Kenchen Thrangu)
- Demasiado suelto (Sakyong Mipham)

Kenchen Thrangu Rinpoche afirma:

"En el estupor, la mente está nublada y embotada. En su forma obvia hay una pérdida de claridad mental. En su forma sutil hay algo de claridad, pero es muy débil".

La laxitud puede ser grosera (audārika, rags-pa) o sutil (sūksma, phra-mo). El letargo (styāna, rmugs-pa) también suele estar presente, pero se dice que es menos común.

### No aplicación
La no aplicación (anabhisamskāra) significa no aplicar los antídotos. Kenchen Thrangu afirma que la falta de aplicación "ocurre cuando aparece embotamiento o agitación en la meditación y uno reconoce estos pensamientos, pero no aplica un remedio. Si no aplica el remedio, la meditación no se desarrollará".

### Sobreaplicación
La aplicación excesiva (abhisamskāra) significa que el meditador no deja de aplicar los antídotos incluso cuando ya no son necesarios. Kenchen Thrangu explica:

Por ejemplo, puede aparecer embotamiento o agitación en la meditación, se aplica el remedio y se elimina el embotamiento o la agitación. Sin embargo, uno continúa aplicando el remedio aunque ya no sea útil. Esto es culpa de la aplicación excesiva. Los remedios deben usarse sólo cuando aparecen agitación y embotamiento; cuando se eliminan, uno debe descansar en ecuanimidad.

## Los ocho antídotos
Los ocho antídotos (sánscrito: pratipakṣa ; tibetano: gnyen-po) o aplicaciones (sánscrito: abhisamskāra ; tibetano: 'du-byed pa) a las cinco fallas de la meditación son:
- Antídotos para la pereza:

1. creencia, confianza, fe (śraddhā, dad-pa)
2. aspiración (chanda, 'dun-pa)
3. esfuerzo (vyayama, rtsol-ba)
4. flexibilidad, flexibilidad (praśrabdhi, shin-sbyangs)
- Antídoto para olvidar las instrucciones:

5. atención plena (smṛti, dran-pa)
- Antídoto contra la agitación y el embotamiento.

6. conciencia (samprajaña, shes-bzhin)
- Antídoto contra la no aplicación

7. aplicación (abhisaṃskāra, 'du byed-pa)
- Antídoto contra la aplicación excesiva

8. no aplicación (anabhisaṃskāra, 'du mi-byed-pa)

### Antídotos para la pereza
Los cuatro antídotos para la pereza son la fe (śraddhā), la aspiración (chanda, el esfuerzo (vyayama) y la flexibilidad (praśrabdhi). Estos cuatro antídotos no siempre se presentan en el mismo orden. Por ejemplo, los siguientes comentaristas presentan los antídotos en el orden que se muestra (y utilizando las traducciones del comentarista):
- Alexander Berzin: creencia en un hecho; intención; perseverancia gozosa; un sentido de aptitud
- Kenchen Thrangu: aspiración; celo; fe; bien entrenado.
- Sakyong Mipham: flexibilidad; confianza; aspiración; esfuerzo.
- Traleg Kyabgon: condena; inclinación; vigor; flexibilidad de cuerpo y mente.

#### Creencia
La fe (śraddhā) es uno de los cuatro antídotos contra la pereza.
El término sánscrito śraddhā se traduce como:
- Creencia en un hecho (Alexander Berzin)
- Convicción (Traleg Kyabgon)
- Fe (Kenchen Thrangu)
- Confianza (Sakyong Mipham)

Sakyong Mipham afirma:

Cuando escuchamos las enseñanzas y también experimentamos su verdadero significado, que practicar shamatha es permanecer en paz, se desarrolla una cierta fe. Esta no es una fe ciega. Se basa en nuestra propia relación con la meditación. Tenemos fe en una práctica que hemos experimentado nosotros mismos.

Kenchen Thrangu afirma que aunque śraddhā es similar al antídoto de la aspiración, la aspiración significa que uno tiene algo a lo que aspirar, mientras que la fe significa creer en algo muy valioso.
Traleg Kyabgon afirma: "La convicción puede desarrollarse sólo si estamos convencidos de los beneficios de la meditación y del daño que causan las emociones en conflicto en una mente confusa y distraída".
Tradicionalmente, se dice que la creencia puede desarrollarse contemplando los defectos de la distracción (vikṣepa, rnam-par gyen-ba).

#### Aspiración
La aspiración (chanda) es uno de los cuatro antídotos para la pereza.
El término sánscrito chanda se traduce como:
- Aspiración (Jeffery Hopkins, Sakyong Mipham, Kenchen Thrangu)
- Inclinación (Traleg Kyabgon)
- Intención (Erik Pema Kunsang, Alexander Berzin)
- Interés (Herbert Guenther, Kenchen Thrangu)

Sakyong Mipham afirma:

La aspiración es confianza con sentido de determinación. Estamos decididos a descubrir nuestra propia vigilia. Aspiramos a ser como el Buda, como alguien que ha dominado todo su ser, alguien que se da cuenta de la profunda verdad de las cosas tal como son. Hemos visto la volatilidad de las condiciones externas. Nos hemos vuelto insatisfechos con la esperanza y el miedo como forma de vida. Ahora aspiramos a depender de nuestra propia estabilidad, claridad y fuerza.

Kenchen Thrangu explica:

[Aspiración significa] que a uno le gusta meditar y es feliz meditando. Se podría decir que uno está apegado a la meditación, pero este apego es positivo, por eso usamos la palabra aspiración porque el apego es a algo que no es negativo ni dañino.

#### Esfuerzo
El esfuerzo (vyayama) es uno de los cuatro antídotos contra la pereza.
El término sánscrito vyayama se traduce de la siguiente manera:
- Esfuerzo (Sakyong Mipham)
- Esfuerzo
- Perseverancia gozosa (Alexander Berzin)
- Vigor (Traleg Kyabgon)
- Celo (Kenchen Thrangu)

Kenchen Thrangu afirma: "Si uno tiene interés y motivación para practicar, entonces no tiene que forzarse a sí mismo a practicar la meditación; habrá un celo natural por practicar".

#### Flexibilidad
La flexibilidad (praśrabdhi) es uno de los cuatro antídotos para la pereza.
El término sánscrito praśrabdhi se traduce como:
- Flexible (Kenchen Thrangu)
- Flexibilidad de cuerpo y mente (Traleg Kyabgon)
- Sentido de la forma física (Alexander Berzin)
- Flexible (Kenchen Thrangu)
- Flexibilidad (Sakyong Mipham)
- Bien entrenado (Kenchen Thrangu)

Kenchen Thrangu afirma:

Esto significa que la mente de uno está lista en cualquier momento para meditar. Uno no tiene que pensar: "Oh, ahora voy a tener que meditar, qué difícil, qué tensión es la meditación".

### Antídoto para olvidar las instrucciones

#### Atención plena
El antídoto para olvidar las instrucciones es la atención plena (smṛti).
Sakyong Mipham afirma:

El antídoto para olvidar las instrucciones es la atención plena, en particular, recordar. Necesitamos recordarnos continuamente los detalles. Si ha olvidado lo que está haciendo con su mente, casi inevitablemente, también ha olvidado lo que está haciendo con su cuerpo. Empiece por recordar su postura. ¿Tu columna todavía está erguida? ¿Está relajado o tiene tensión en los hombros y los brazos? ¿Qué haces con tu mirada? El simple hecho de comprobar su postura y comenzar de nuevo la meditación - "Ahora estoy poniendo mi mente en mi respiración" - puede ser la forma más directa de invocar las instrucciones cuando las haya olvidado en medio de una sesión.

Kenchen Thrangu afirma:

La atención plena tiene tres características. Primero, uno tiene una agudeza y claridad mental en las que no se olvidan las instrucciones. En segundo lugar, aunque la mente es muy aguda y enfocada, no surgen muchos pensamientos porque la meditación no es conceptual, por lo que no surgen muchos pensamientos y la mente está naturalmente enfocada de manera unidireccional en un objeto. En tercer lugar, debido a que uno tiene confianza y fe y tiene la flexibilidad o la flexibilidad de haber sido bien entrenado, la meditación se vuelve placentera con una sensación de comodidad y placer. Estas tres cualidades en la meditación de uno hacen que las instrucciones de meditación no se olviden.

### Antídoto para la agitación y el aburrimiento

#### Conciencia
El antídoto contra la agitación y el embotamiento es la conciencia (samprajaña, shes-bzhin).
Sakyong Mipham afirma:

El antídoto tanto para la euforia como para la laxitud es la conciencia. Tenemos que mirar lo que está pasando por nuestra mente. Una vez que la conciencia nos ha dicho que estamos demasiado flojos o demasiado tensos, tenemos que aprender a adaptarnos. Si el obstáculo es la euforia, podríamos intentar relajar la técnica, dándole un poco más de espacio. Podríamos concentrar más nuestra exhalación que nuestra inhalación para que la mente tenga más libertad. [...] Si el obstáculo es la laxitud, necesitamos endurecer nuestra práctica. Podemos llevar más de nuestra mente a la respiración en general. Podríamos concentrarnos en la inhalación. Podemos estabilizar nuestra postura. Podríamos intentar animarnos quitándonos una capa de ropa, abriendo una ventana o levantando la mirada.

### Antídoto para la no aplicación
El antídoto contra la no aplicación se identifica como cualquiera de los siguientes factores mentales:
- aplicación (abhisaṃskāra, ’du byed-pa),[web 1] o
- atención (cetanā, sems pa)

Kenchen Thrangu afirma:

El cuarto defecto es la inactividad en la que uno experimenta embotamiento o agitación en la meditación pero no hace nada al respecto. Cuando esto sucede, uno caerá bajo su poder y, obviamente, no podrá trabajar hacia la iluminación. Cuando uno reconoce que hay embotamiento o agitación durante la meditación, debe recordar y aplicar los remedios con diligencia. Por lo tanto, realizar el remedio adecuado eliminará el defecto de inactividad.

### Antídoto para la aplicación excesiva
El antídoto para la aplicación excesiva se identifica como:
- no aplicación (anabhisaṃskāra, ’du mi-byed-pa),[web 1] o
- ecuanimidad (upekṣā, btang snyoms)

Kenchen Thrangu afirma:

La quinta falla es el defecto de hiperactividad, lo que significa que cuando uno está meditando sin ninguna de las cinco fallas, no debe hacer nada más que descansar en ese estado meditativo. Hacer esto eliminará el defecto de hiperactividad.

## Relación con las nueve moradas mentales
Según Gueshe Gedun Lodro, quien cultiva las nueve moradas mentales supera las cinco faltas a través de los ocho antídotos y, a la inversa, quien supera las cinco fallas a través de los ocho antídotos cultiva igualmente las nueve moradas mentales.
El Dalai Lama afirma: "Mediante la aplicación de los ocho antídotos, las cinco fallas se eliminan gradualmente y uno pasa por nueve etapas de concentración".

## Relación con los cinco obstáculos
Los cinco obstáculos para la concentración es otra lista de obstáculos para la meditación que se presenta tanto en los textos pali como en los textos mahayana. El sistema de las cinco fallas y los ocho antídotos se presenta solo en ciertos textos Mahayana. Thubten Chodron afirma:}

[...] los cinco obstáculos para la concentración [...] se presentan tanto en los textos Pali como en los textos Mahayana. Sin embargo, Maitreya y Asanga, en sus textos Mahayana, presentaron una lista de cinco fallas de concentración y ocho antídotos. Existe cierta superposición entre estos dos conjuntos de los cinco obstáculos y las cinco fallas. Pero también hay algunas diferencias, por lo que es bueno pasar por ambos conjuntos. Esto entonces nos da una imagen completa y redondeada de cómo generar concentración.